# Обрі Бердслі

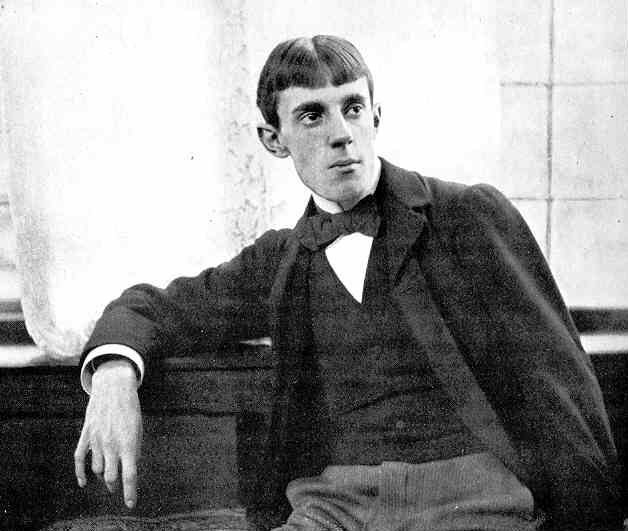

Обрі Вінсент Бердслі (англ. Aubrey Vincent Beardsley) (21 серпня 1872, Брайтон, графство Сассекс, Сполучене Королівство — 16 березня 1898, Ментона, Франція) — британський художник, графік, ілюстратор, поет, представник стилю модерн.

## Дитинство та юність
Народився у сім'ї Вінсента Пола Бердслі (його родичами були заможні лондонські ювеліри) і Елен Агнес Піт, яка походила із сім'ї лікарів. Декілька поколінь в сім'ї батька хворіли на туберкульоз. В 1879 році семирічному Обрі поставили аналогічний діагноз. Проте легковажний батько невдовзі після весілля витратив всі сімейні гроші, а оскільки через хворобу не міг мати постійну роботу, матері Обрі, яку він обожнював, довелося заробляти на життя гувернанткою, викладаючи музику та французьку мову.
У сім'ї рано зрозуміли, що син — вундеркінд. Малювати він почав з чотирьох років, під впливом матері полюбив французьку та англійську літературу, завдяки її урокам музики він усвідомив свій талант. За підтримки кількох аристократичних сімей він займався з відомими піаністами, внаслідок чого в 11 років писав музику та вірші, які відрізнялися рідкісною вишуканістю.
З березня 1881 року разом із сестрою Мейбл давав концерти, на які збиралося до 3 000 людей. Після повернення в рідний Брайтон він також знаходить підтримку своєму таланту — ставить на шкільній сцені спектаклі, деякі з них привертають увагу театральних критиків.
Покинувши школу, спочатку влаштовується креслярем у студію одного лондонського архітектора, а у віці 17 років стає клерком у лондонському страхувальному підприємстві англ. «The Guardian Life and Fire Insurance». Але невдовзі роботу та спектаклі довелося припинити — восени молодий чоловік починає харкати кров'ю. Саме в цей час серед усіх видів мистецтва Бердслі надає перевагу образотворчому. Попри хворобу, деякий час він відвідує уроки в Вестмінстерській художній школі у професора Фредеріка Брауна за порадою Едварда Берн-Джонса, який і познайомив його з Оскаром Уальдом.
У мистецтві він домігся всього самостійно, і тому вважається талановитим самоуком.

## Творчість

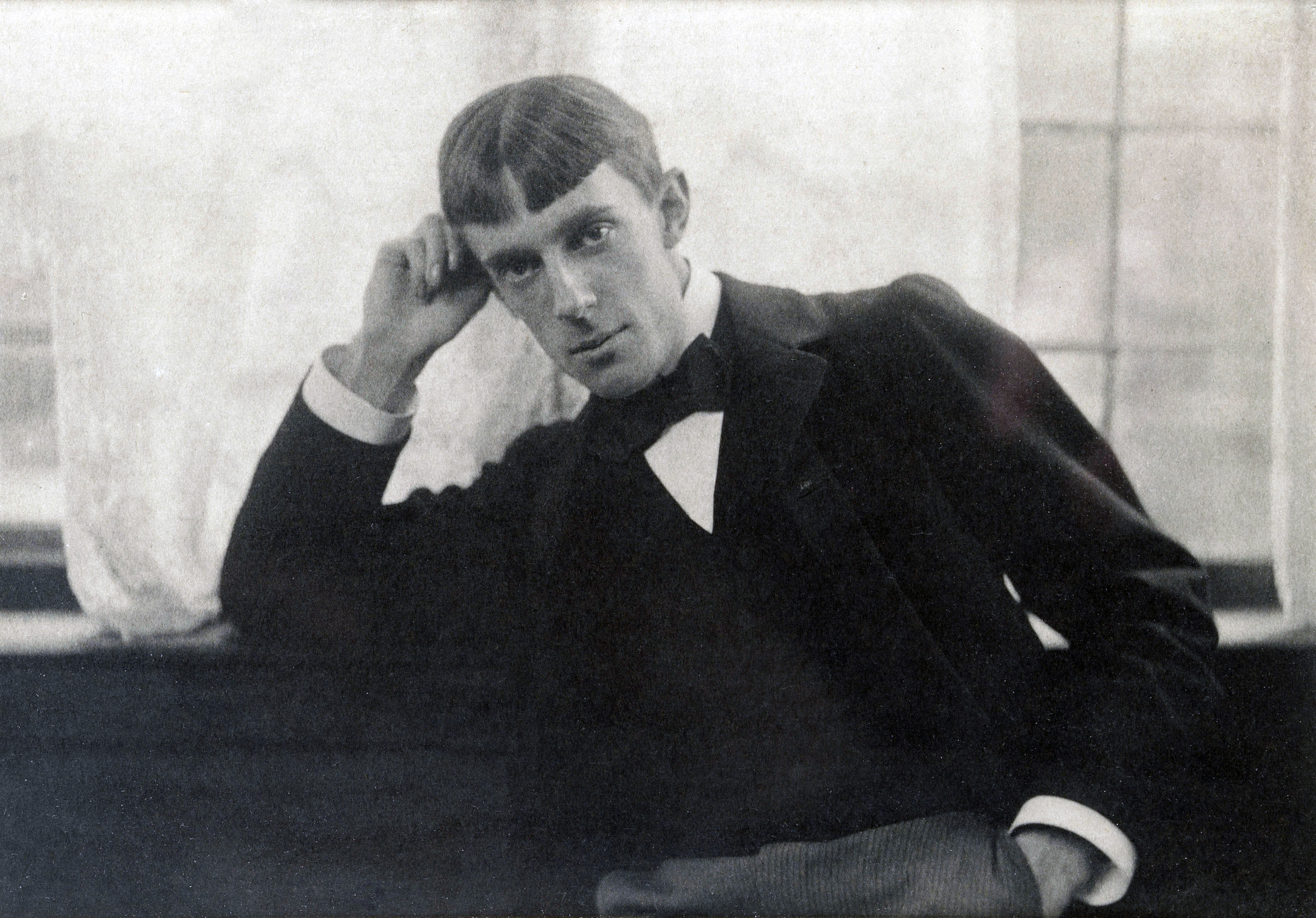
1893

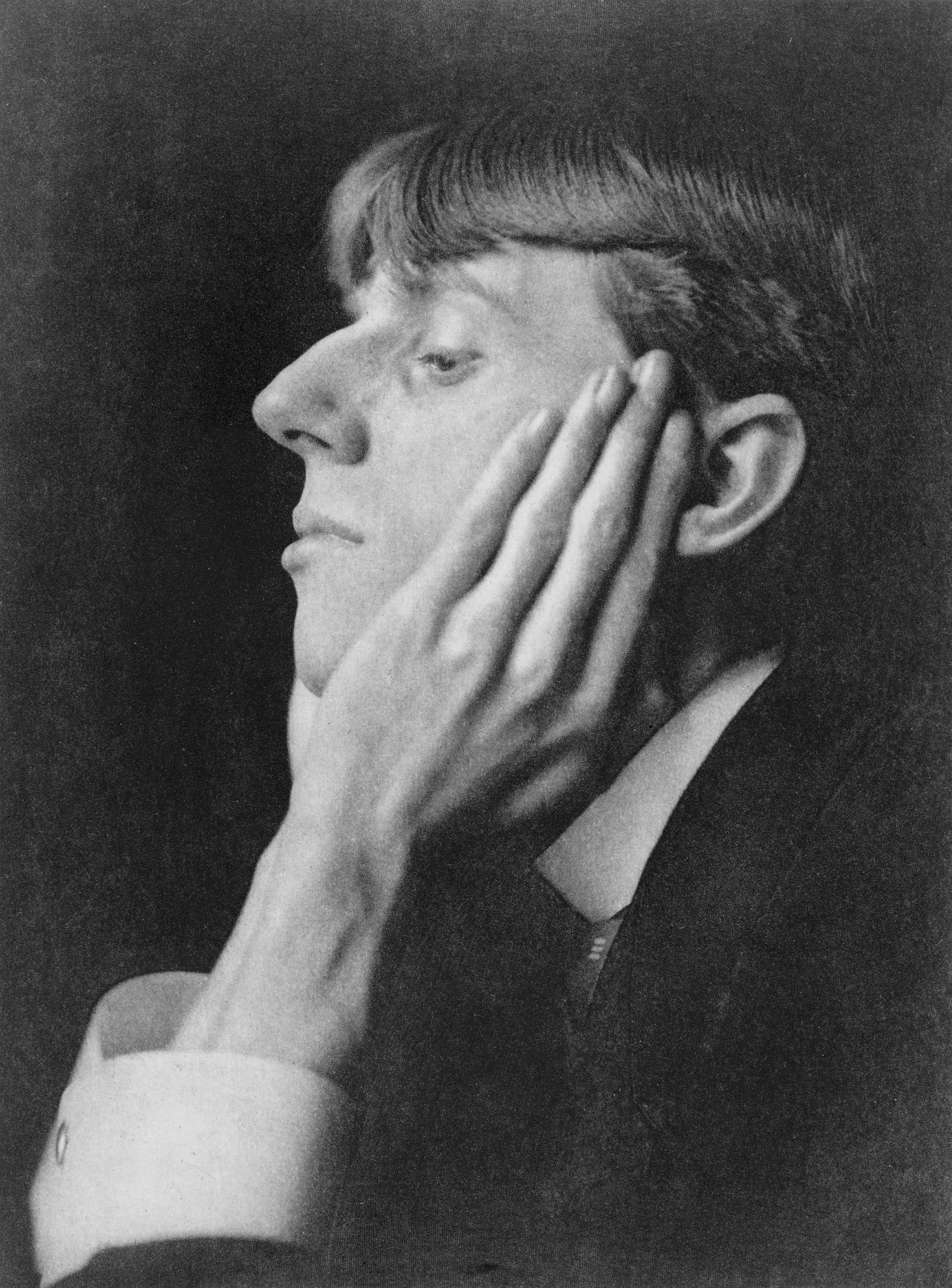
1895

Слава прийшла до нього у 1892 році, коли він за замовленням видавця Джона Дента виконав серію ілюстрацій до роману сера Томаса Мелорі «Смерть Артура».
Перше видання «Саломеї» Оскара Вайльда з'явилося французькою мовою у 1893 році. Цей твір надихнув Бердслі створити зображення Саломеї з головою Іоанна Хрестителя. Ця ілюстрація була опублікована разом із вісьмома іншими в першому номері художнього журналу The Studio і привернула увагу Вайльда до Бердслі. Невдовзі Бердслі доручили зробити ілюстрації для англійського видання «Саломеї». Однак публікація англійського видання кинула тінь на дружбу між Вайльдом та Бердслі, оскільки, на думку любителя Сходу Вайльда, малюнки виявилися занадто японськими. З іншого боку, Бердслі, який ніколи не був добрим з критикою і вважав усіх критиків своїми ворогами, відповів глузуванням над Вайльдом у деяких карикатурах.
Однією з характерних рис його робіт була вишукана еротичність. Через цю причину сучасники часто сприймали його неадекватно: «сіячем громадської розпусти», гомосексуалом і спокусником власної сестри Мейбел. Зізнаючись у цьому, Бердслі неодноразово зауважував, що «у французьких поліцейських є серйозні сумніви відносно моєї статі», відразу додаючи, що «всі, хто сумнівається, можуть прийти особисто пересвідчитись» — зрештою, це було відповіддю на статтю в газеті «St. Paul», переповнену грубими натяками. Але він з захопленням говорив про художників та письменників, що були ворожими його прагненням.
Приблизно в той сам час Бердслі познайомився з письменником Генрі Гарландом і видавцем Джоном Лейном, з якими він опублікував перше число часопису «The Yellow Book» в 1894 році. Незважаючи на те, що журнал піддався жорсткій критиці за його перебільшено еротичний, майже порнографічний зміст, він мав повний успіх і приніс Бердслі велику славу.
Усвідомлення молодого ілюстратора про власну близьку смерть від туберкульозу (1892 року лікар передбачив йому ще п’ять років життя) спонукало його до надзвичайно наполегливої творчої праці та стилістичного різноманіття. У 1896 році Бердслі покидає редакцію часопису «The Yellow Book» і разом із видавцем порнографії та еротики Леонардом Смітерсом створює часопис «The Savoy» як аналог часопису «The Yellow Book». Новий часопис знову викликав різку критику через образливий зміст,однак він допоміг Бердслі здобути ще більшої популярністі. У цей час він ілюструє також інші видання, зокрема «Лісістрату» Арістофана.
Іншим важливим проектом цього часу стають ілюстрації до сатиричної поеми «Видалений завиток волосся» Александра Поупа.
З 1894 по 1896 роки його самопочуття різко гіршає — і тоді він створює похмурі малюнки до «Падіння дому Ашерів» Едгара Аллана По. Спочатку Обрі роздумує про те, як би одужати, потім — як почуватися краще, і нарешті — прожити місяць.
Бердслі був найбільш суперечливим художником епохи модерну, відомим своїми похмурими та грайливими образами, а також ґротескною еротикою.
Також Бердслі створив декілька карикатур, одна з яких відображала нешанобливу дотепність Оскара Вайльда в мистецтві, про що згадувалося вище. Вплив Бердслі був величезним, чітко помітним у творчості французьких символістів, руху плакатного мистецтва 1890-х років і творчості багатьох британських художників пізнішого періоду модерну, таких як Папе та Кларк. Деякі роботи Бердслі були опубліковані в книзі під назвою «П'ятдесят малюнків Обрі Бердслі, вибране з колекції пана Х.С. Ніколс». Пізніше ілюстрації виявилися підробками, які відрізнялися майже порнографічними еротичними елементами, а не витонченим використанням сексуальності у творах Бердслі.

## Особисте життя
Він цінував свою репутацію меломана і бібліофіла. Гордився власноруч зібранною величезною бібліотекою. Обрі Бердслі в оригіналі читав грецьких та латинських авторів і «часто вражав гостротою сприйняття всіх тонкощів», як писав про нього сучасник.
Бердслі був як громадським, так і особистим ексцентриком. Він сказав: «У мене одна мета — ґротеск. Якщо я не ґротеск, то я ніщо». Вайльд писав, що у Бердслі було «обличчя, схоже на срібну сокиру, і трав’янисто-зелене волосся». Бердслі ретельно підходив до свого вбрання: блакитно-сірі костюми, капелюхи, краватки, жовті рукавички. Він міг з'явитися до свого видавця в ранковому шляфроку і капцях.
Хоча Бердслі й обертався у гомосексуальних колах, включаючи Оскара Вайльда та інших естетів, його сексуальна орієнтація залишається невідомою. Були припущення про інцестуальний зв'язок з його старшою сестрою Мейбл, яка нібито завагітніла від нього і зробила аборт.
Вітальню Бердслі, прикрашену японськими еротичними естемпами, відвідували такі відомі геї, як Оскар Вайльд, Роберт Рос, Альфред Дуглас, Луї П'єр, Джон Грей. До цього кола також належав поет-теоретик Марк-Андре Рафалович, книгу віршів якого Обрі ілюстрував у 1895.

## Останній рік
Внаслідок прогресуючої хвороби, Бердслі змінює стиль життя і 1 березня 1897 року офіційно навертається до католицької церкви. У квітні 1897 року, через місяць після його навернення в католицизм, стан здоров'я Бердслі погіршився, що спонукало до переїзду на Французьку Рив'єру. За цей час він створив цикл ілюстрацій до комедії моралі «Вольпоне» Бена Джонсона, які ознаменували собою початок нового стилю. В цей час він постійно перечитує твори Блеза Паскаля і пише Рафаловичу:

Він (Паскаль) зрозумів, що, ставши християнином, творча людина має принести в жертву свій дар, як Магдалина жертвує своєю красою".

Останнім його притулком став «лимонний рай», місто Ментона на березі Середземного моря. Прикутий до ліжка, він у листі закликав свого друга-видавця Леонарда Смітерса «знищити всі екземпляри „Лісістрати“, непристойні малюнки і всі гравюровані дощечки до них». На щастя, це прохання не було виконаним.
16 березня 1898 року в готелі Космополітан, в повній свідомост та в присутності матері та сестри, яких він попросив передати останній привіт численним друзям, Обрі Вінсент Бердслі помер. Після меси-реквієму в Ментонському соборі наступного дня його останки були поховані на цвинтарі Трабуке в Ментоні. На смерть художника Алджернон Суінберн написав вірш:
|  | Повернись до нас — хоча б у сні, — Ти, якому рівного нема, Ти, кому байдужий сповна Світ земних потрясінь і лих. Та любов, що навіяна була Дивним даром, чиє світло не згасло,— Ти почуєш. І торкнеться вона Твого вільного, царського духу. |

## Галерея

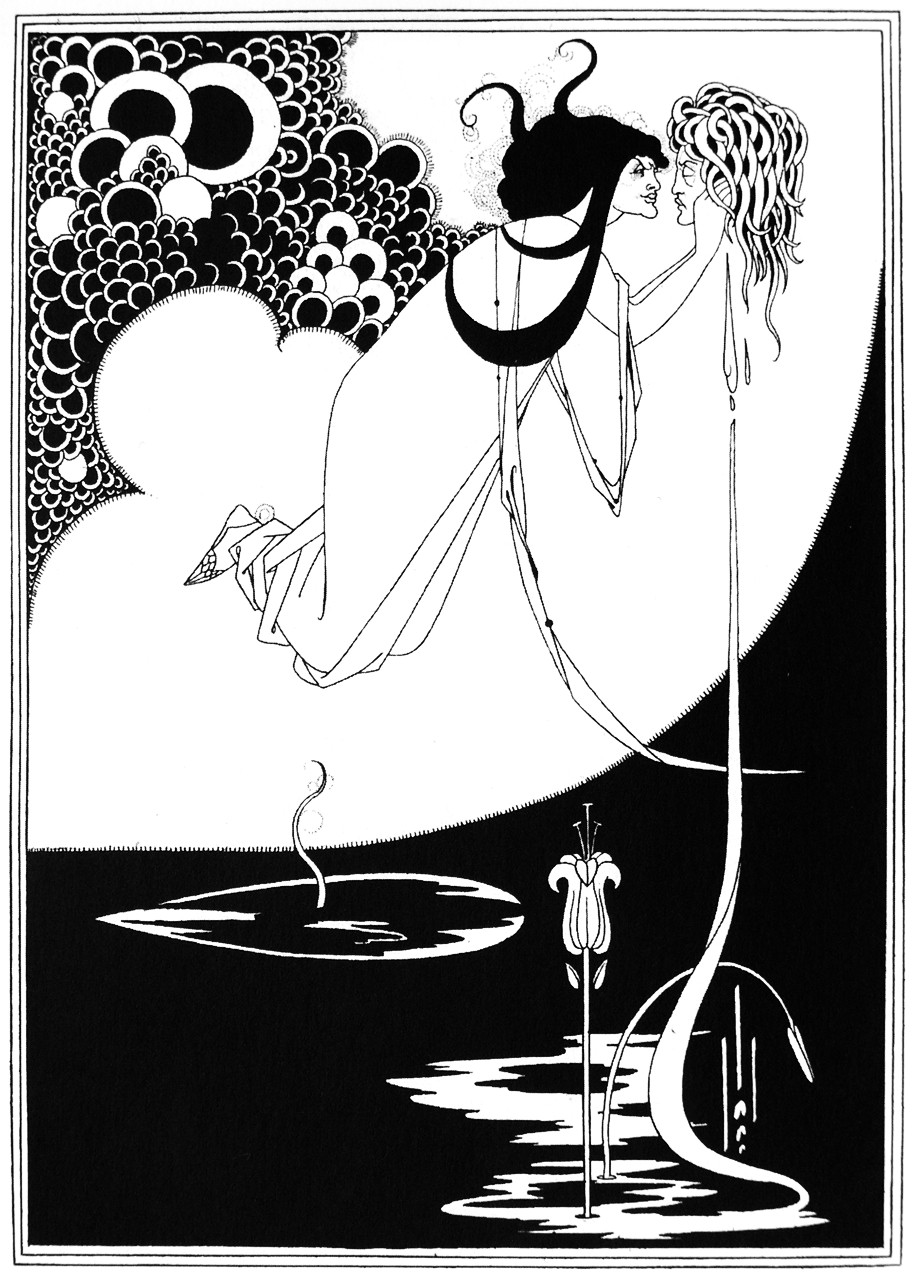
Ілюстрація до «Соломії». Клімакс
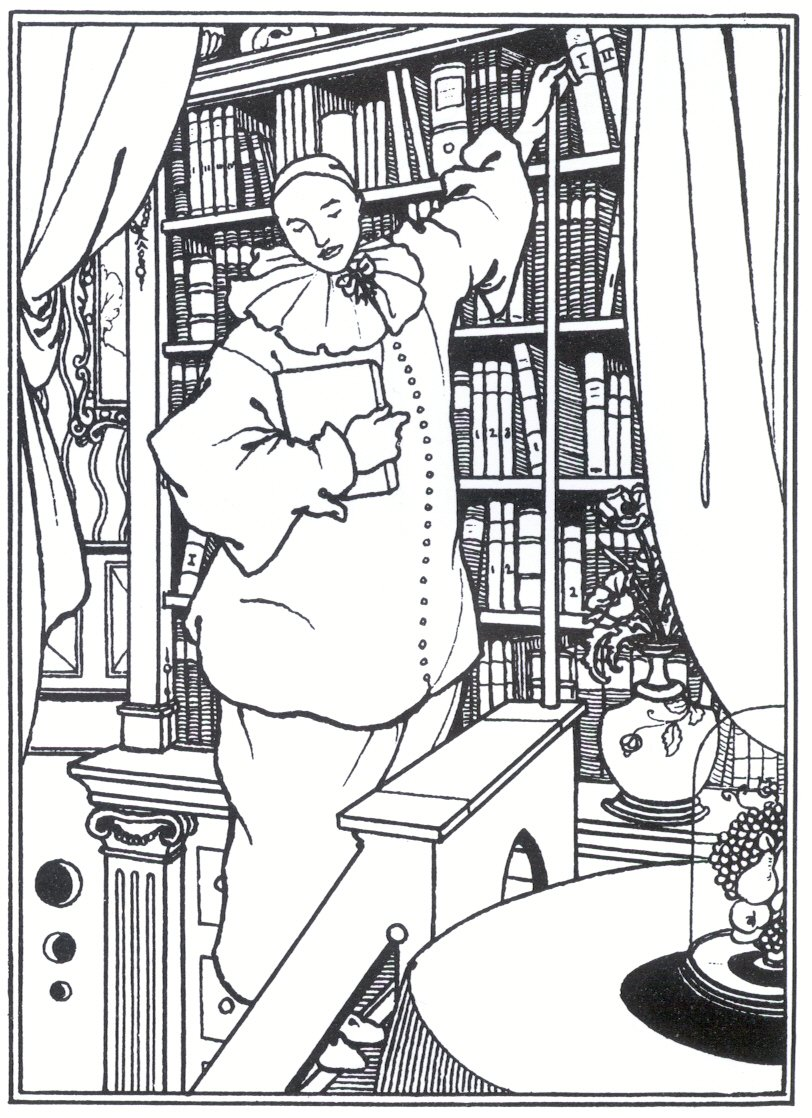
Бібліотека П'єро
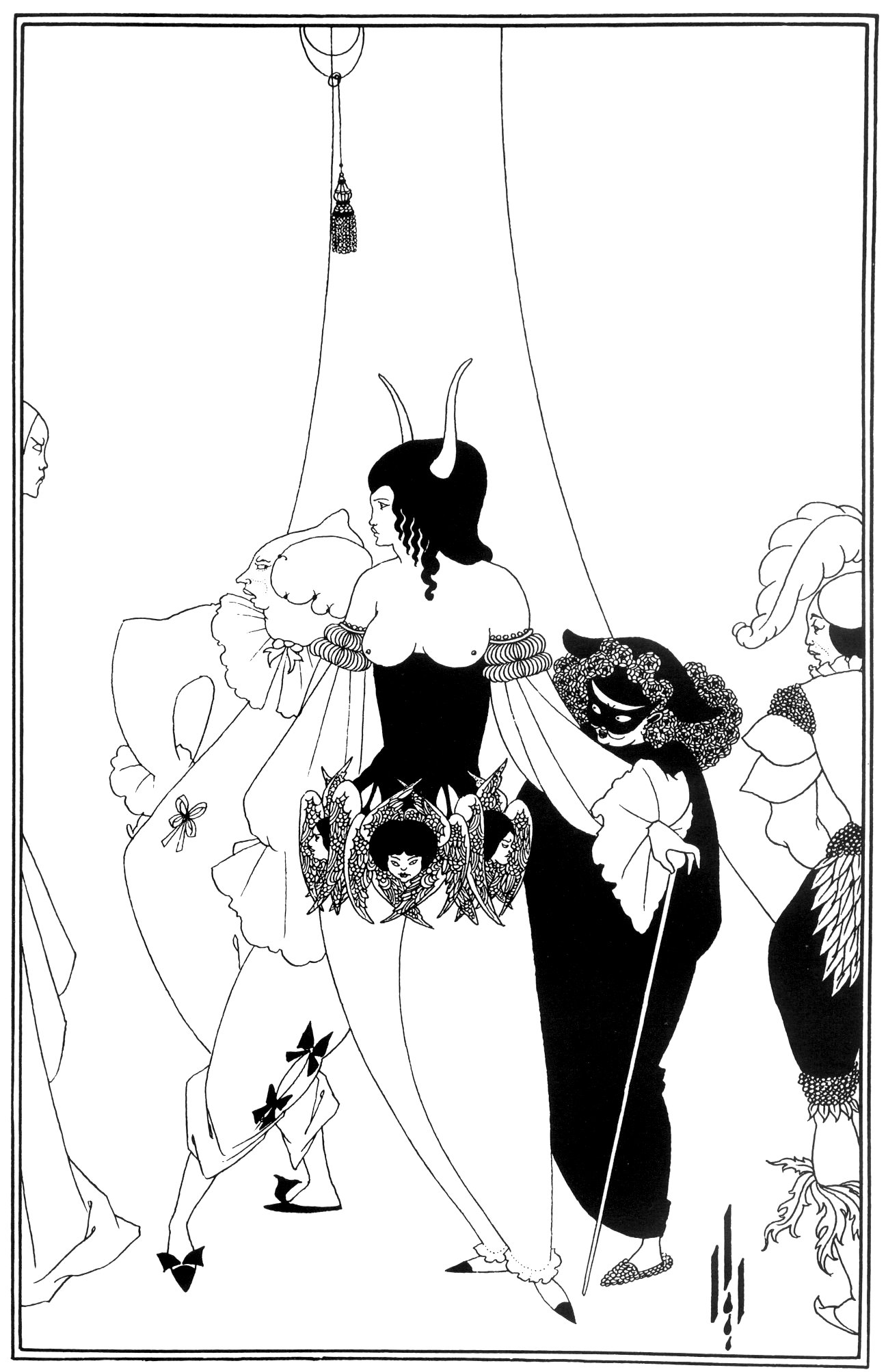
Ілюстрація до розповідей Едгара Аллана По
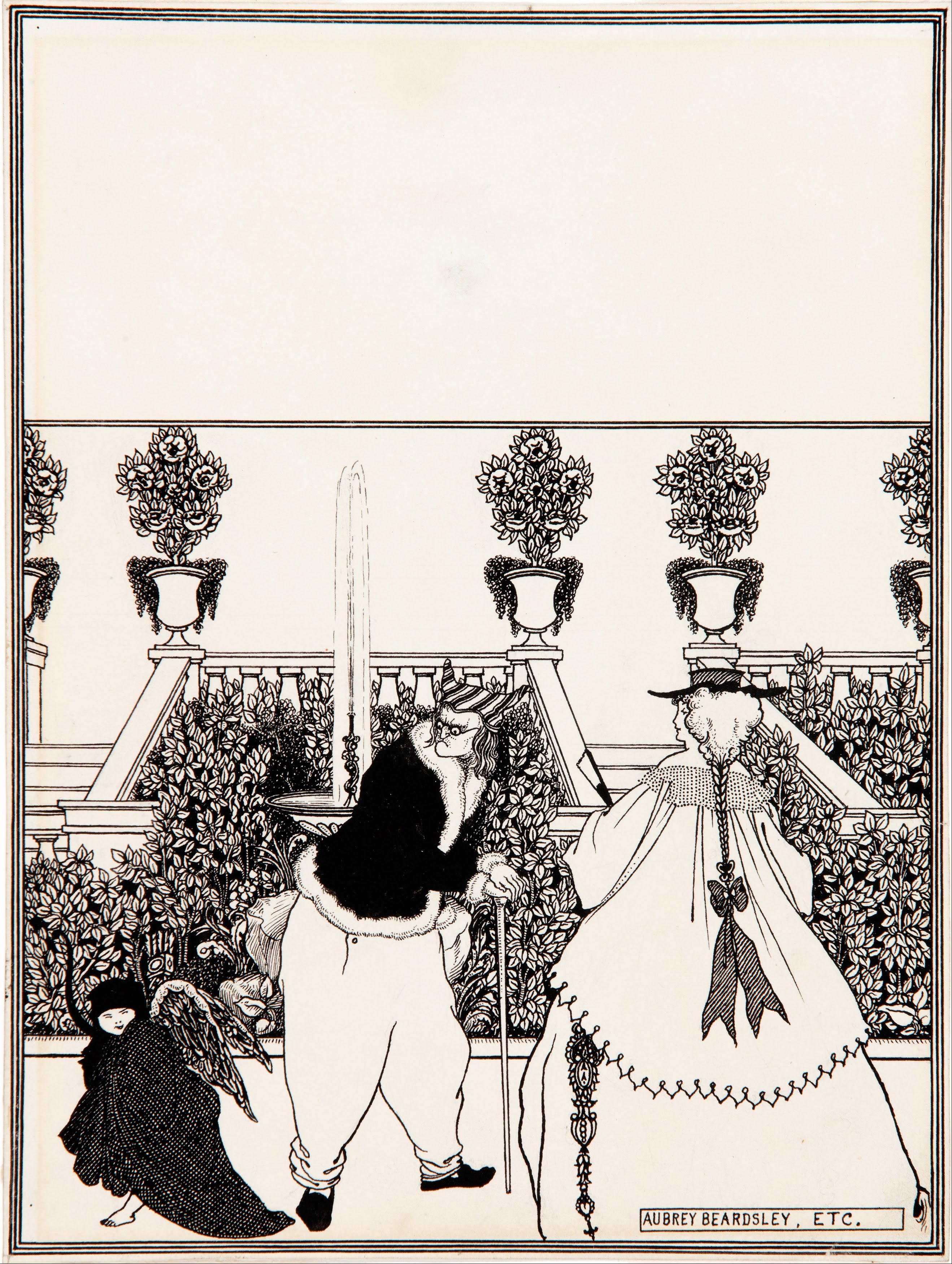
Водіння Купідона в саду
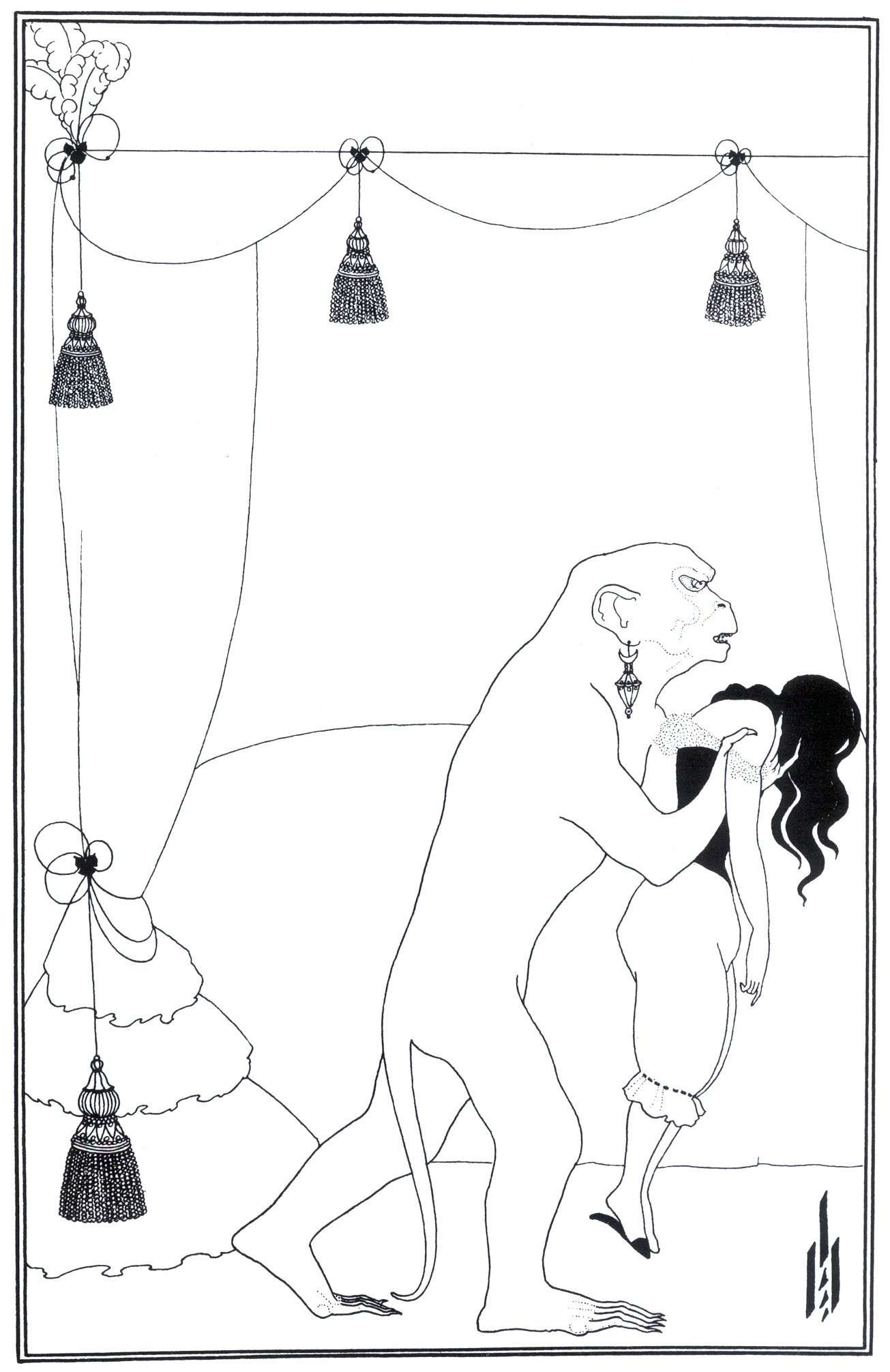
Ілюстрація до твору Едгара Аллана По «Вбивства на вулиці Морг»
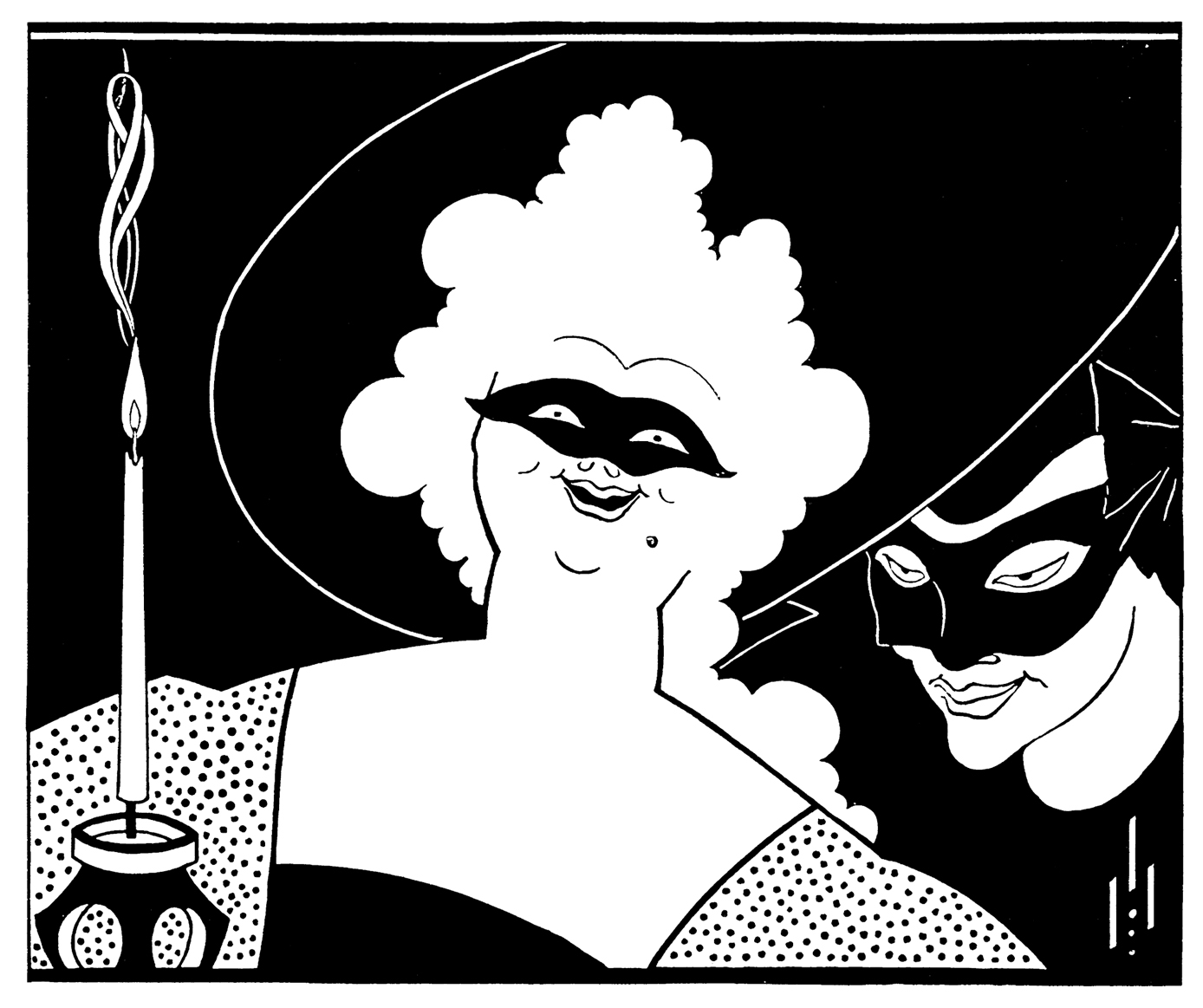
Маскарад
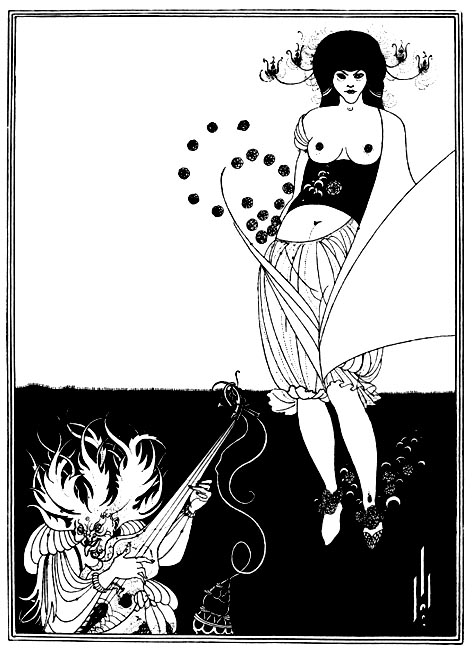
Танок живота, 1893
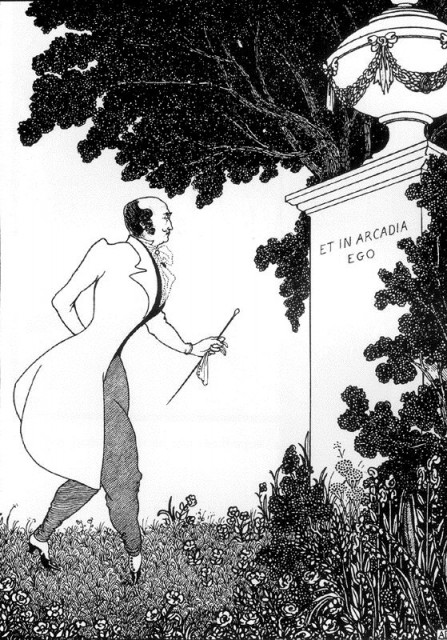
Et in Arcadia Ego
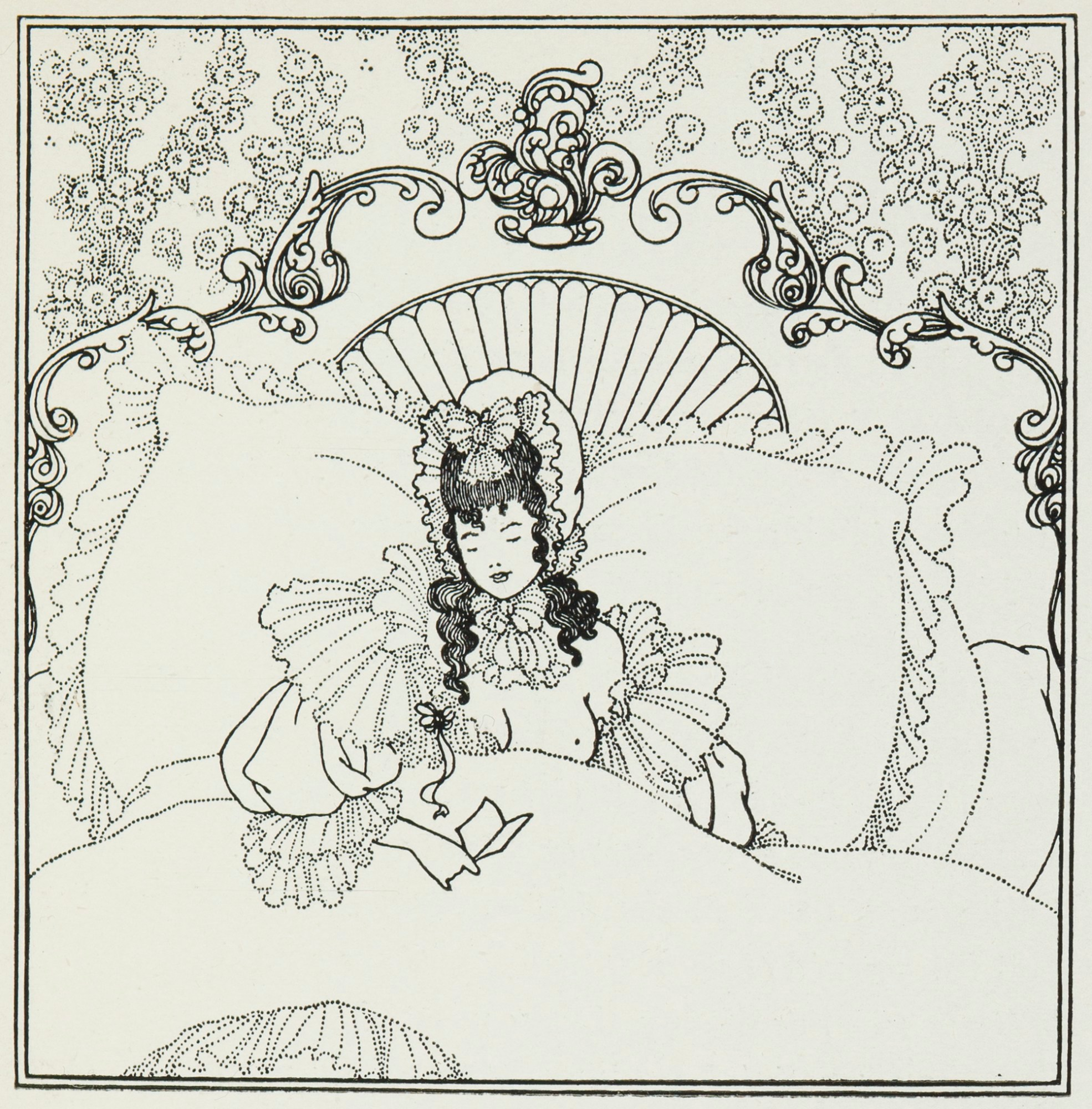
Любовна записка
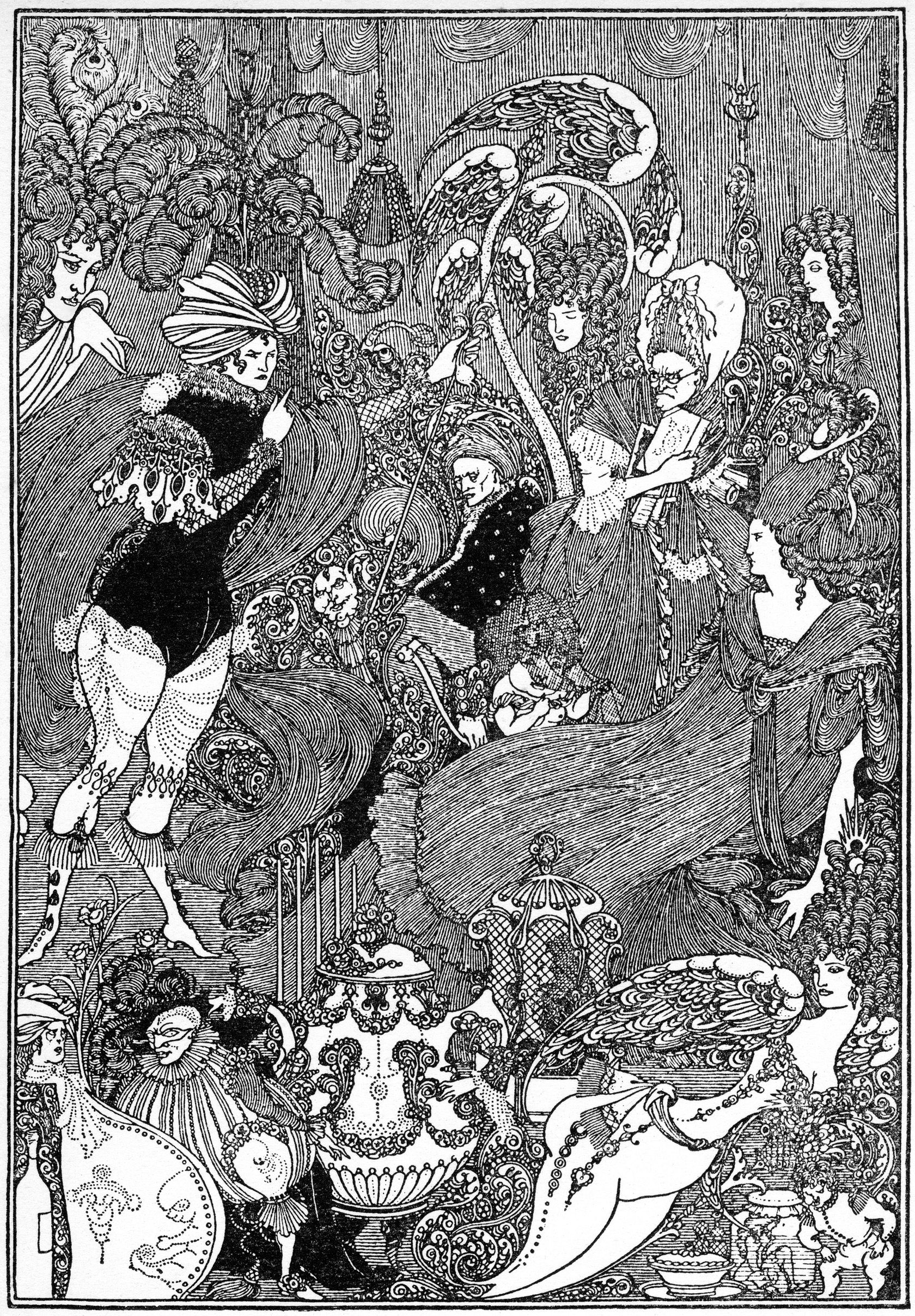
Печера Спліна
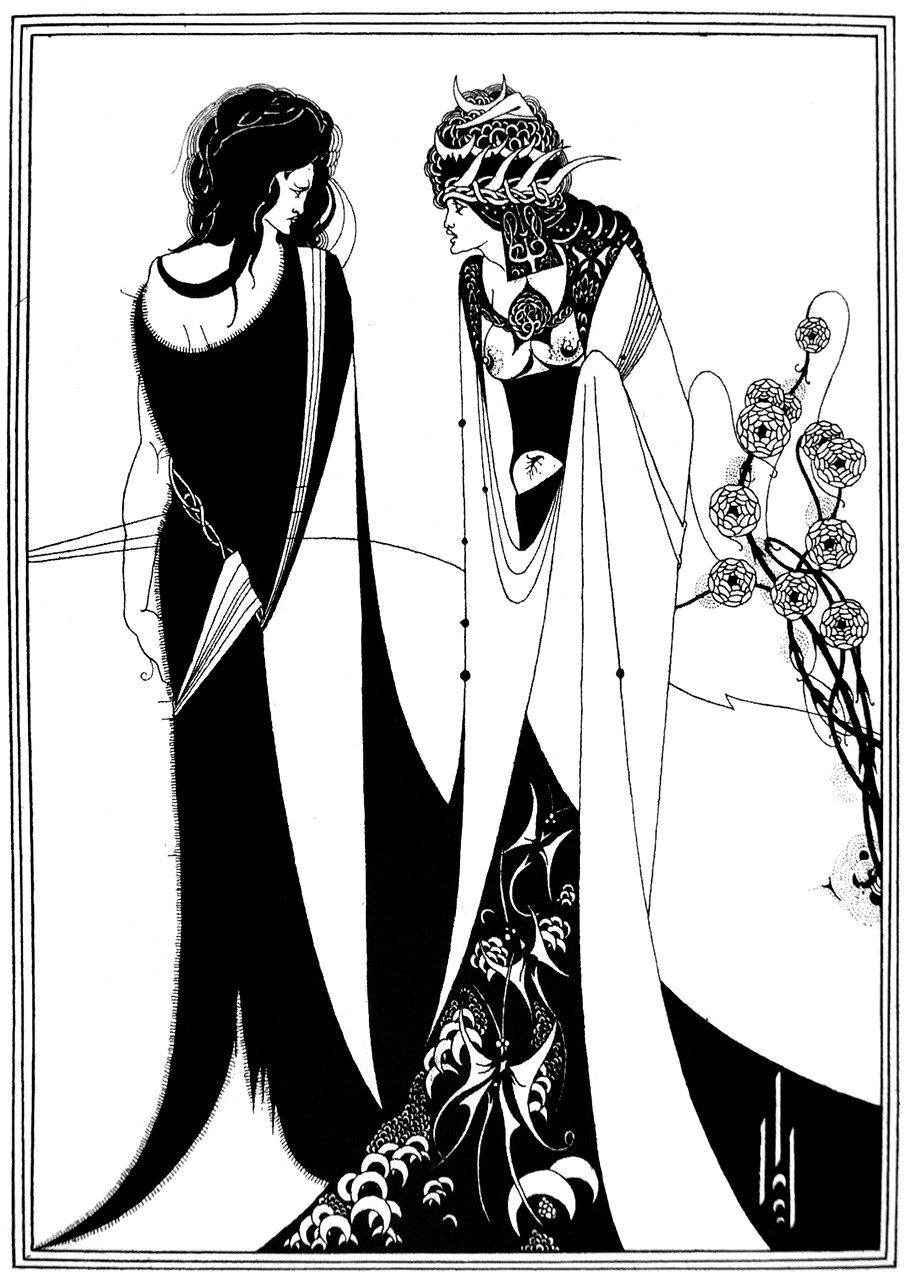
Іоанн Хреститель і Саломія
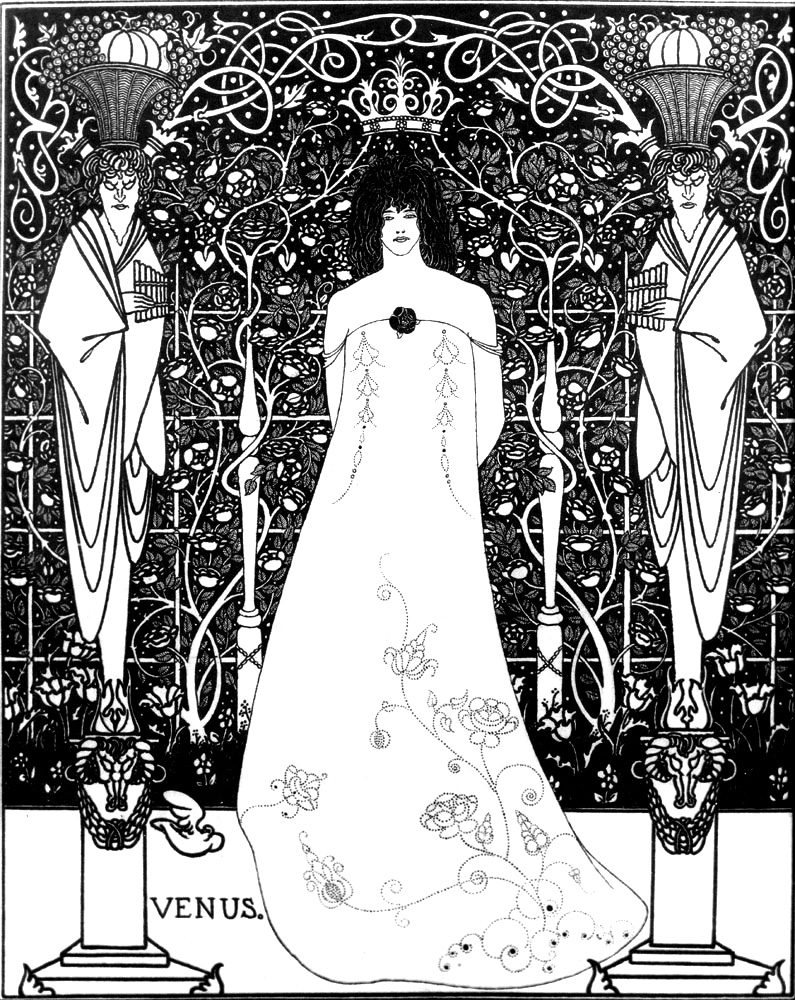
Венера між богами Термінами
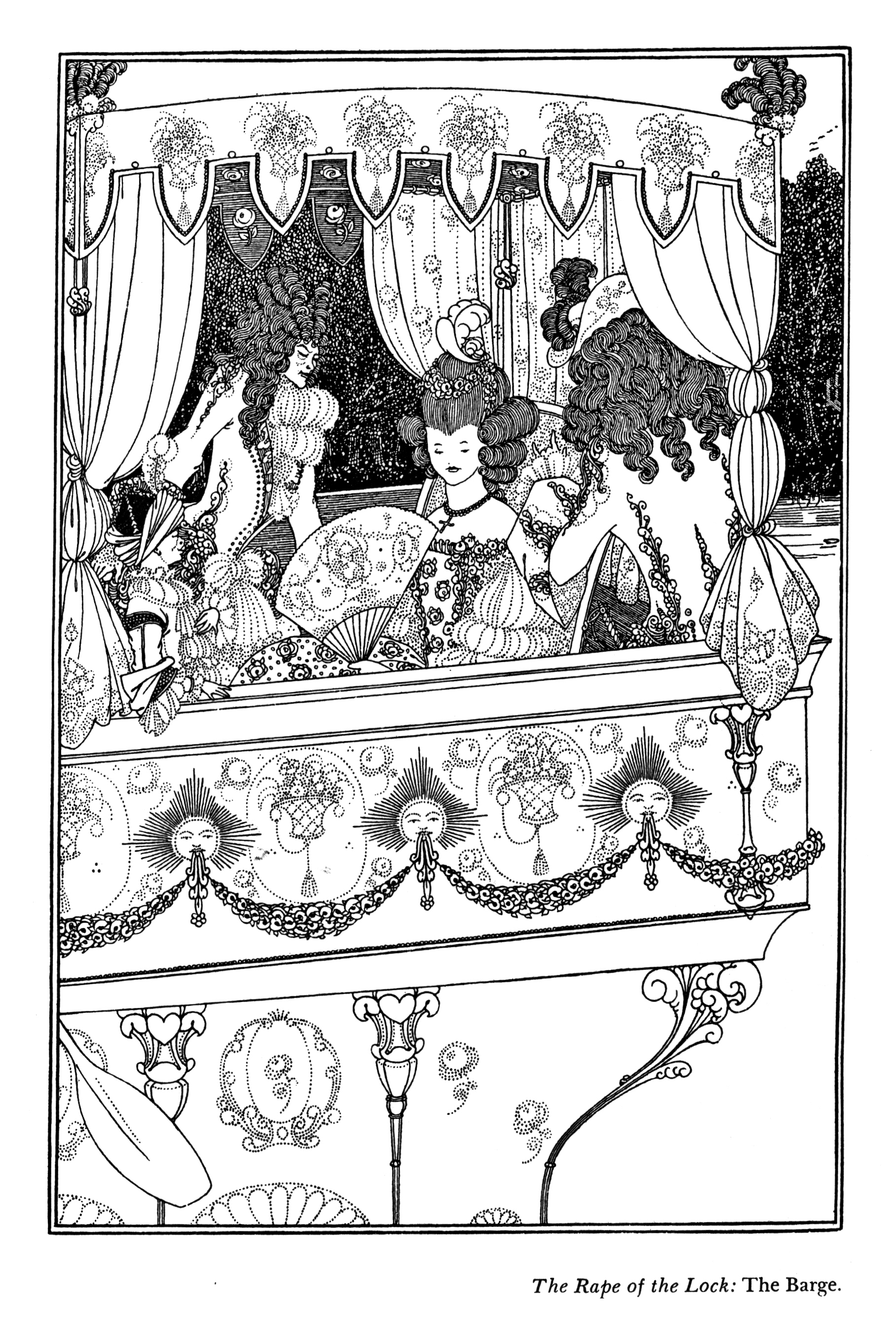
Ілюстрація до твору Александера Поупа «Викрадення кучеря»
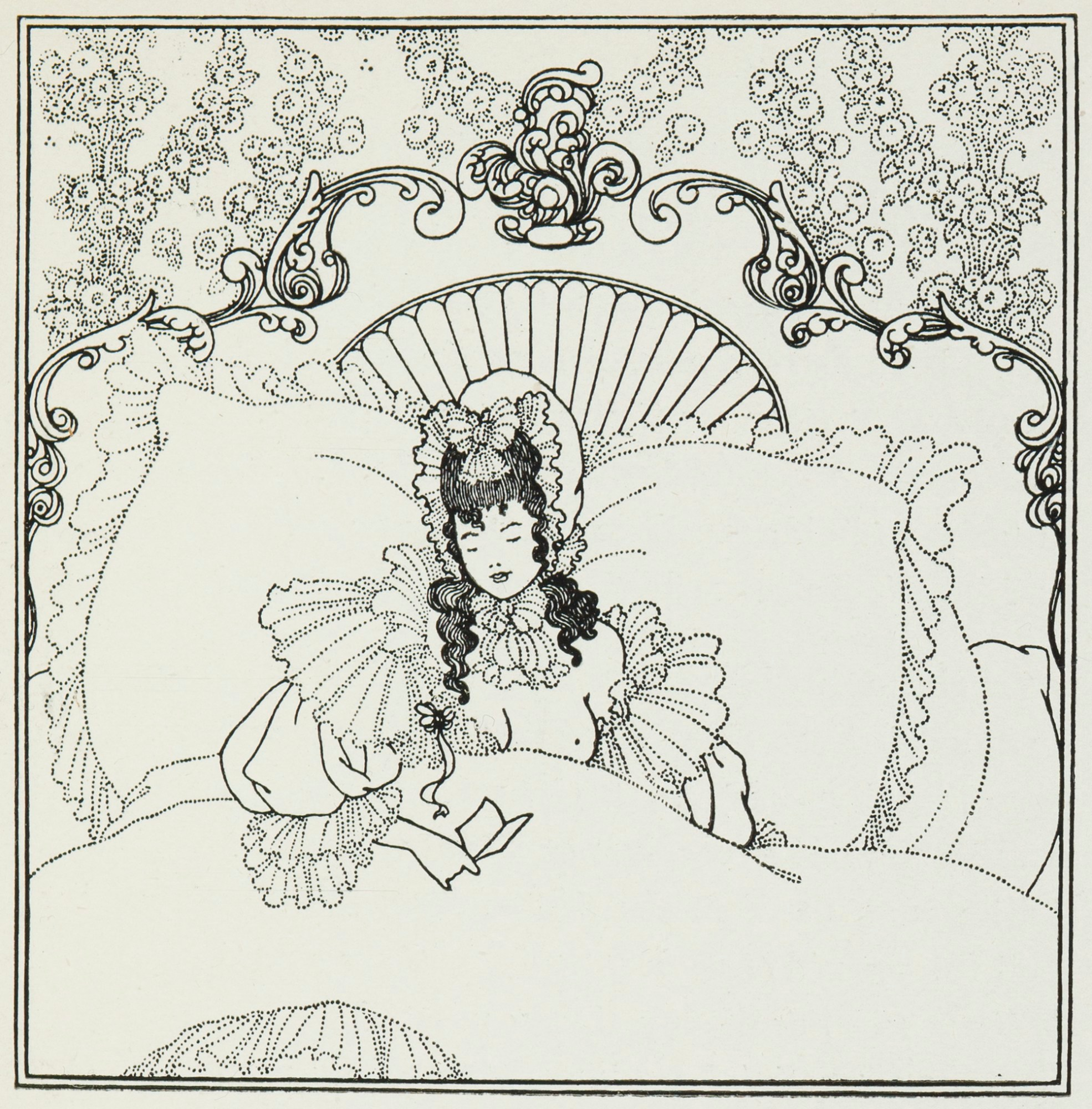
Ілюстрація до твору Александера Поупа «Викрадення кучеря»
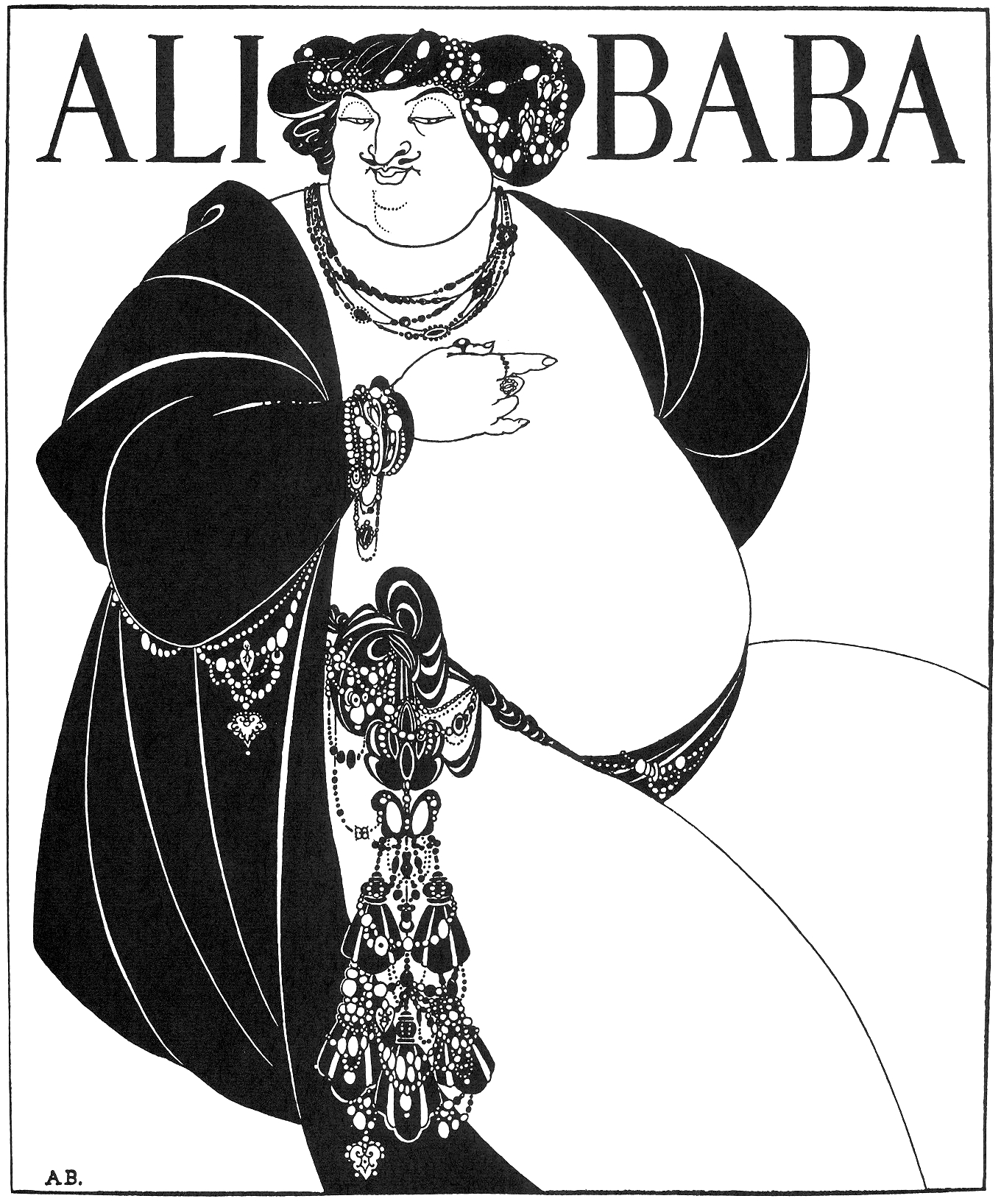
Обкладинка до твору Тисяча й одна ніч
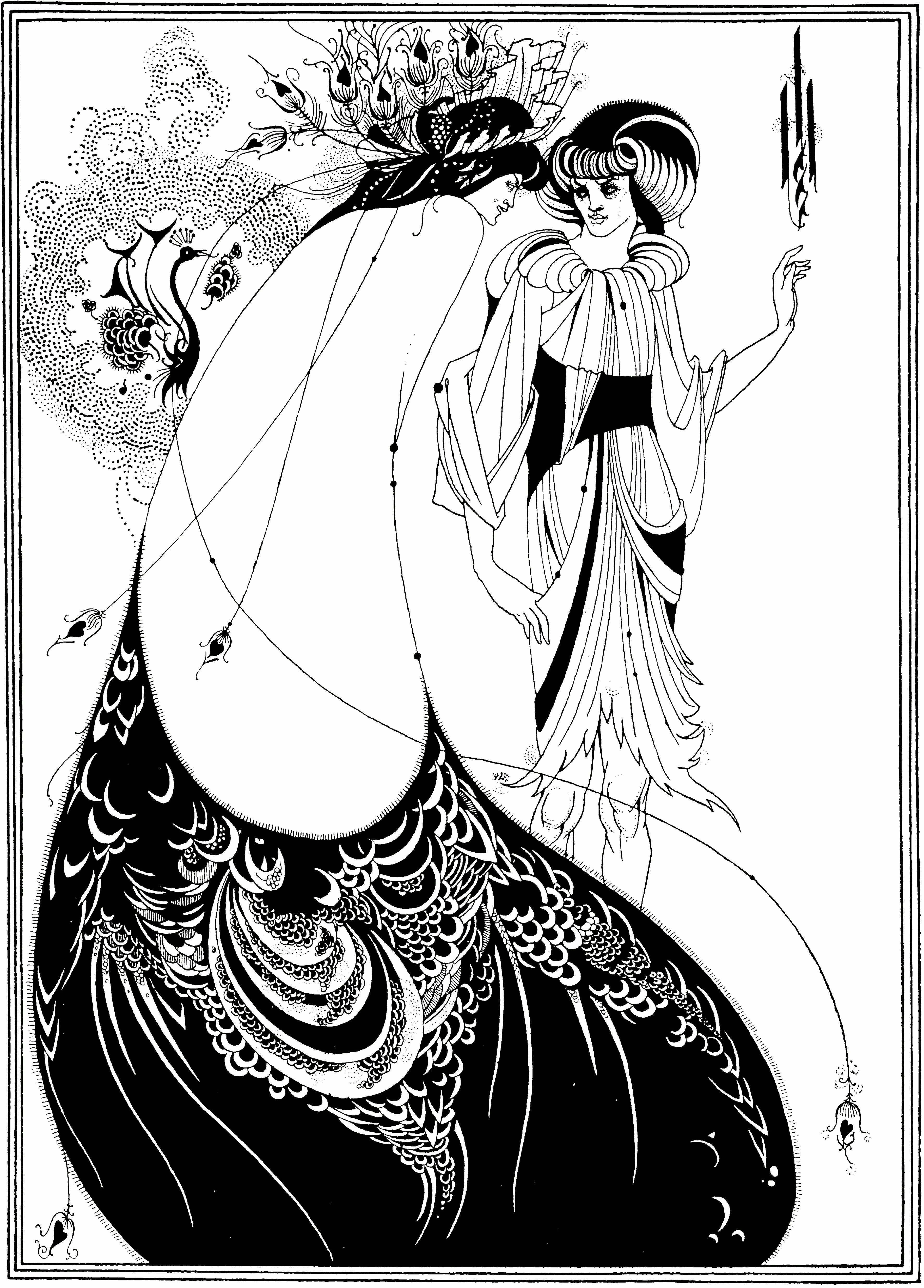
Спідниця павича, 1893
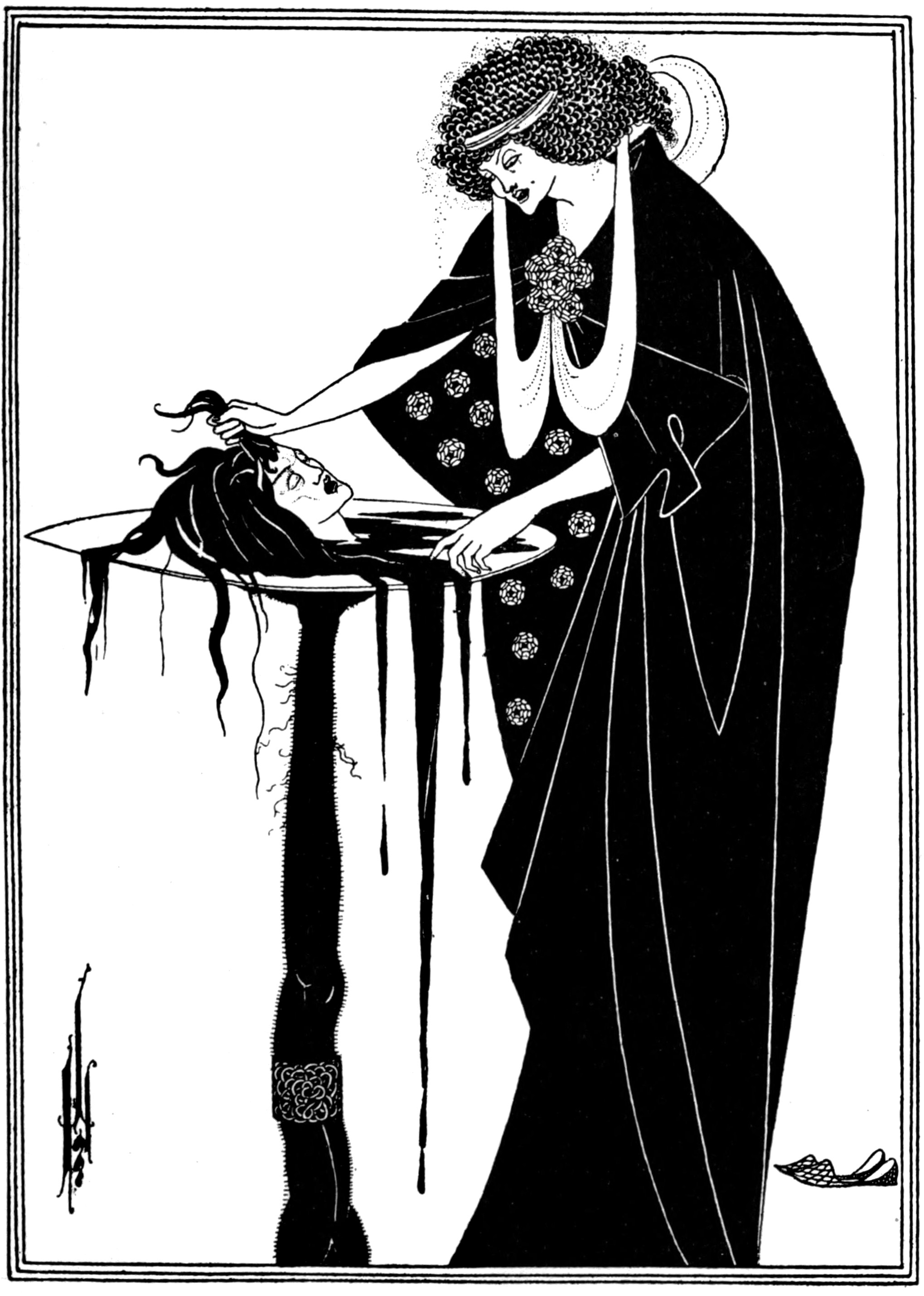
Нагорода танцівника, вистава Саломія: трагедія в одному акті
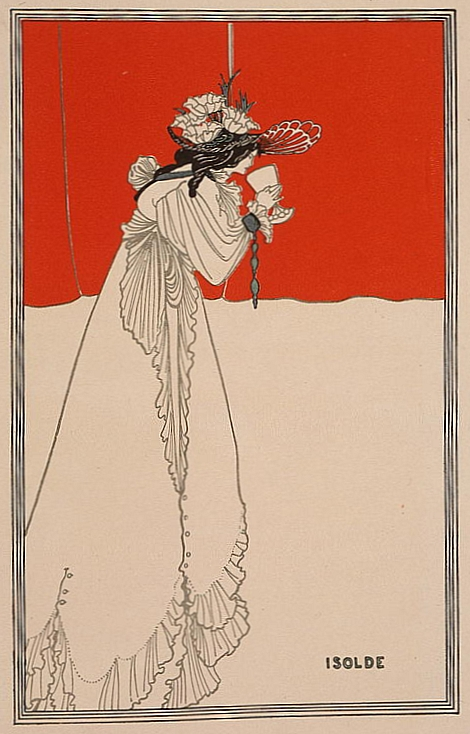
Ізольда. Ілюстрація для журналу Пан
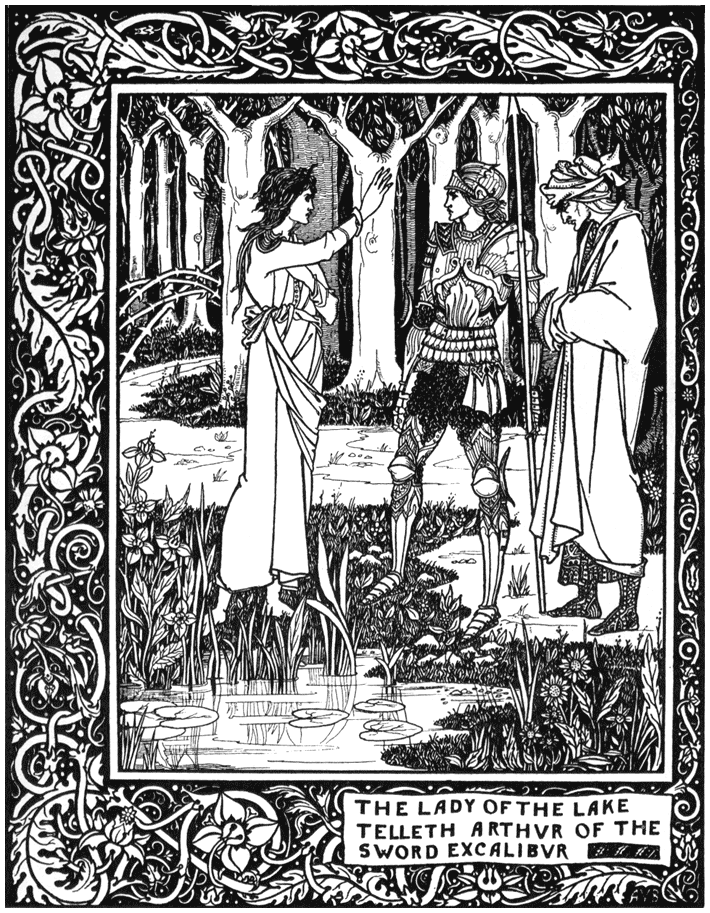
Смерть Артура
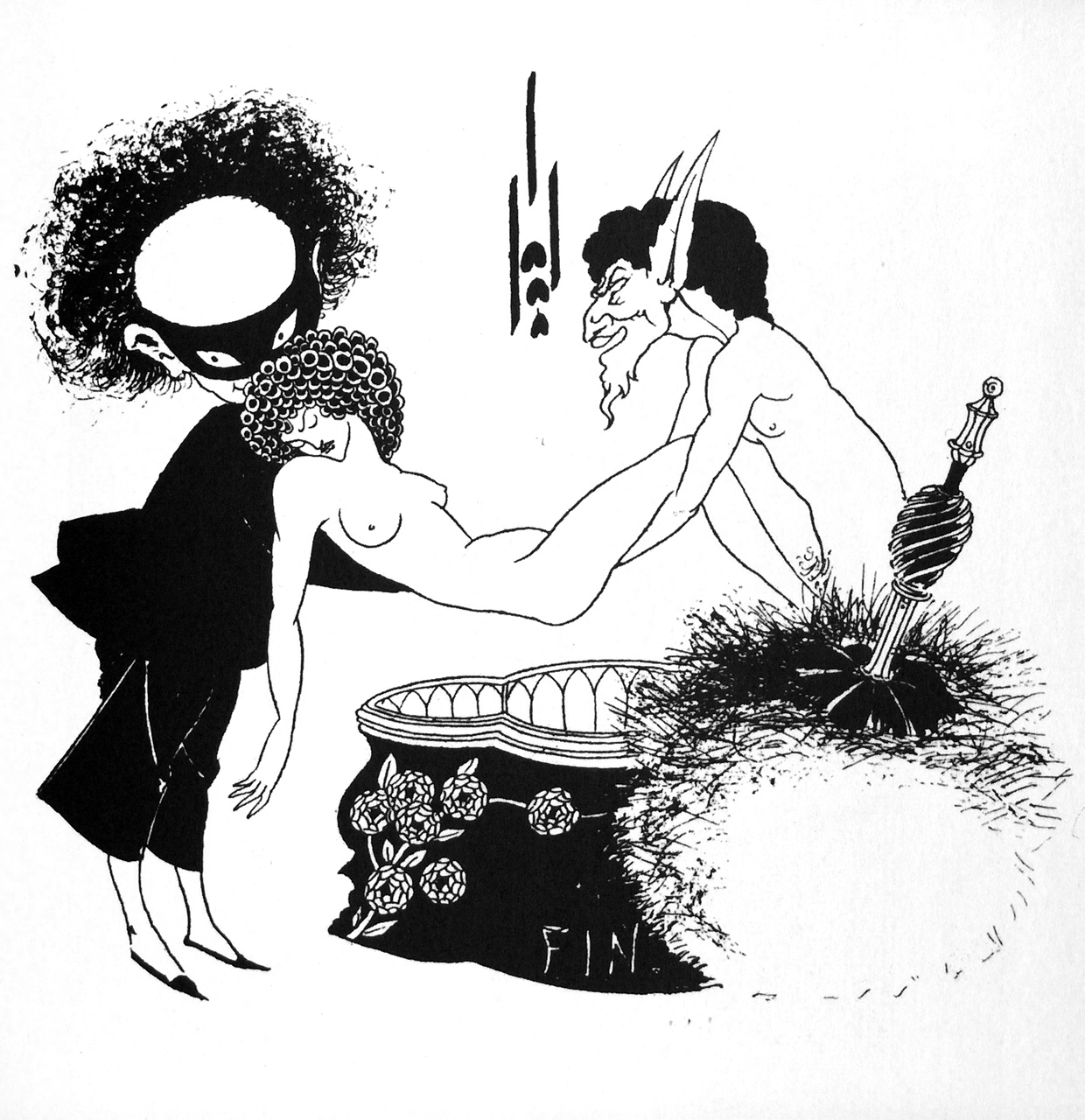
Cul de Lampe, 1893
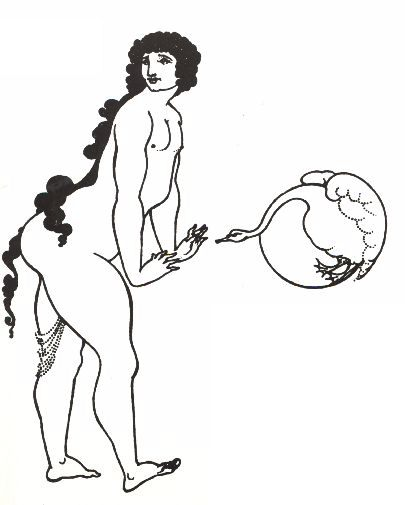
La Danse du cygne de Bathyllus (танок лебедя Батиллуса), 1894
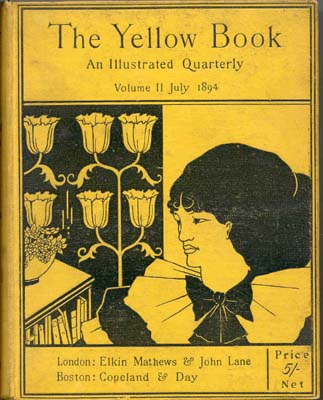
Жовта Книга, 1894. Ілюстрація до журналу
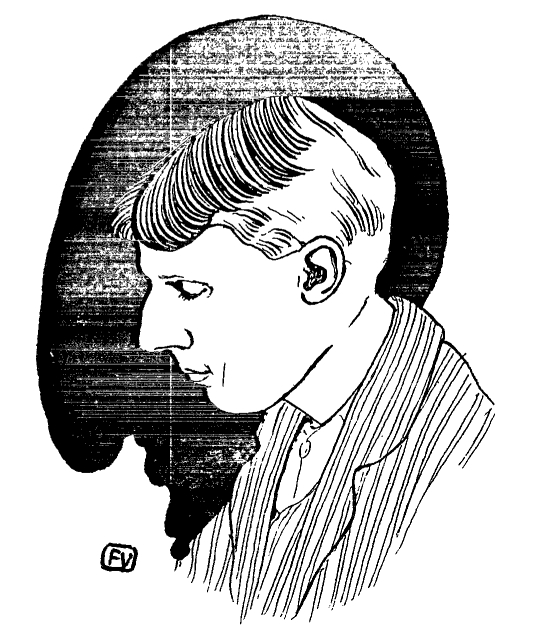
1898